# Wilczyniec, Tỉnh West Pomeranian
Wilczyniec [vilˈt͡ʂɨɲet͡s] (tiếng Đức: Wilksfreude)    là một ngôi làng thuộc khu hành chính của Gmina Płoty, thuộc quận Gryfice, West Pomeranian Voivodeship, ở phía tây bắc Ba Lan. Nó nằm khoảng 3 kilômét (2 mi) phía nam Płoty, 15 km (9 mi) phía nam Gryfice và 61 km (38 mi) về phía đông bắc của thủ đô khu vực Szczecin.